# سنت. متیوز (کنتاکی)
سنت. متیوز (به انگلیسی: St. Matthews) شهری در ایالت کنتاکی کشور ایالات متحده آمریکا است که جمعیت آن در سرشماری سال ۲۰۱۰ میلادی، ۱۷٬۴۷۲ نفر بوده‌است.